# Henrik Solberg
Henrik Solberg (* 15. April 1987 in Trondheim) ist ein norwegischer Eishockeyspieler, der seit 2008 bei den Stavanger Oilers in der GET-ligaen unter Vertrag steht.  

## Karriere
Henrik Solberg begann seine Karriere als Eishockeyspieler in der Nachwuchsabteilung des Lillehammer IK, für dessen Profimannschaft er in der Saison 2005/06 sein Debüt in der höchsten norwegischen Spielklasse gab. Anschließend verbrachte der Verteidiger zwei Jahre bei dessen Ligarivalen Trondheim IK. Als der Verein aufgrund finanzieller Probleme aufgelöst wurde, wechselte er im Sommer 2008 zu den Stavanger Oilers, mit denen er in den Spielzeiten 2009/10 und 2011/12 jeweils den norwegischen Meistertitel gewann.

### International
Für Norwegen nahm Solberg im Juniorenbereich an der U18-Junioren-Weltmeisterschaft der Division I 2005 sowie der U20-Junioren-Weltmeisterschaft der Division I 2007 teil. Im Seniorenbereich stand er im Aufgebot seines Landes bei den Weltmeisterschaften 2010 und 2012.

## Erfolge und Auszeichnungen
- 2005 Aufstieg in die Top-Division bei der U18-Junioren-Weltmeisterschaft der Division I
- 2010 Norwegischer Meister mit den Stavanger Oilers
- 2012 Norwegischer Meister mit den Stavanger Oilers
- 2013 Norwegischer Meister mit den Stavanger Oilers
- 2014 Gewinn des IIHF Continental Cups mit den Stavanger Oilers
- 2014 Norwegischer Meister mit den Stavanger Oilers
- 2015 Norwegischer Meister mit den Stavanger Oilers
- 2016 Norwegischer Meister mit den Stavanger Oilers

## GET-ligaen-Statistik
(Stand: Ende der Saison 2011/12)